# Kirpílskaya
Kirpílskaya (del ruso: Кирпи́льская) es una stanitsa del raión de Ust-Labinsk del krai de Krasnodar, en el sur de Rusia. Está situada a orillas del río Kirpili, 18 km al norte de Ust-Labinsk y 64 km al noroeste de Krasnodar, la capital del krai. Tenía 5 547 habitantes en 2010
Es cabeza del municipio Kirpilskoye. Es conocida comúnmente como Kirpili o Kirpiliaj

## Personalidades
- Vasili Strelnikov (1919-1993), Héroe de la Unión Soviética.[3]
- Iván Jarchenko, miembro de la Duma por el partido Rodina